# قصر بنيرة
بلدية قصر بُنَيْرة (بالإسبانية: Casarabonela (كاسارابونيلا)) هي بلدية تقع في مقاطعة مالقة التابعة لمنطقة الأندلس جنوب إسبانيا.

## الديموغرافيا
بلغ عدد سكان بلدية قصر بنيرة 2.707 نسمة عام 2011 (وفقاً للمعهد الوطني الإسباني للإحصاء).
| 2.600 | 2.559 | 2.495 | 2.605 | 2.769 | 2.748 | 2.707 |